# De fluitende olifant
De fluitende olifant is een stripverhaal uit de reeks van Suske en Wiske. Het is geschreven door Peter Van Gucht en getekend door Luc Morjaeu. Het kwam uit als 356ste album in de Vierkleurenreeks op 9 februari 2021.

## Personages
- Suske, Wiske, Lambik Jerom, professor Barabas, publiek, passagiers, nummer 17,[1] Albert Canalle, Hippoliet Chonder, Jean De la Campagne, George Stephenson, reservemachinist Rudolf, machinist Akke, Jan-Baptist-Jozef Ferom, brandweermannen, koning Leopold I, Leopold II van België, Louise Marie van Orléans

## Locaties
- Treinmuseum Train World, huis en laboratorium van professor Barabas, Brussel, station Groendreef, café In de volle pint, hotel De la Gare, Mechelen

## Uitvindingen
- Teletijdmachine, teledresser, teletijdarmband

## Verhaal
Suske is jarig en wordt getrakteerd op een uitje naar het treinmuseum door Lambik en Jerom, Wiske is natuurlijk ook mee. Ze bewonderen oude locomotieven en een spoorweghuisje en gaan dan naar professor Barabas. Hij verrast Suske met een reisje naar het verleden, ze zullen de eerste Belgische treinrit meemaken. De over-overgrootmoeder van professor Barabas, Miranda, was destijds machiniste. Ze ontmoette de over-overgrootvader van professor Barabas tijdens de rit. De vrienden komen aan in 1835 en bekijken station Groendreef. Al snel ontdekken ze dat er gevaar dreigt. Er is een officieel onderzoek gaande, want een terrorist wil de trein saboteren. Jerom achtervolgt een detective die op zoek is naar deze man, maar raakt deze kwijt. Er zijn drie mannen aan het vergaderen, ze zijn tegen de ontwikkelingen rondom de trein. Albert Canalle bezit een grote vloot binnenschepen en is bang voor concurrentie, Jean De la Campagne vertegenwoordigt de landbouwers die bang zijn dat koeien geen melk meer zullen geven door angst voor de trein en Hippoliet Chonder is een arts die waarschuwt voor de volksgezondheid.

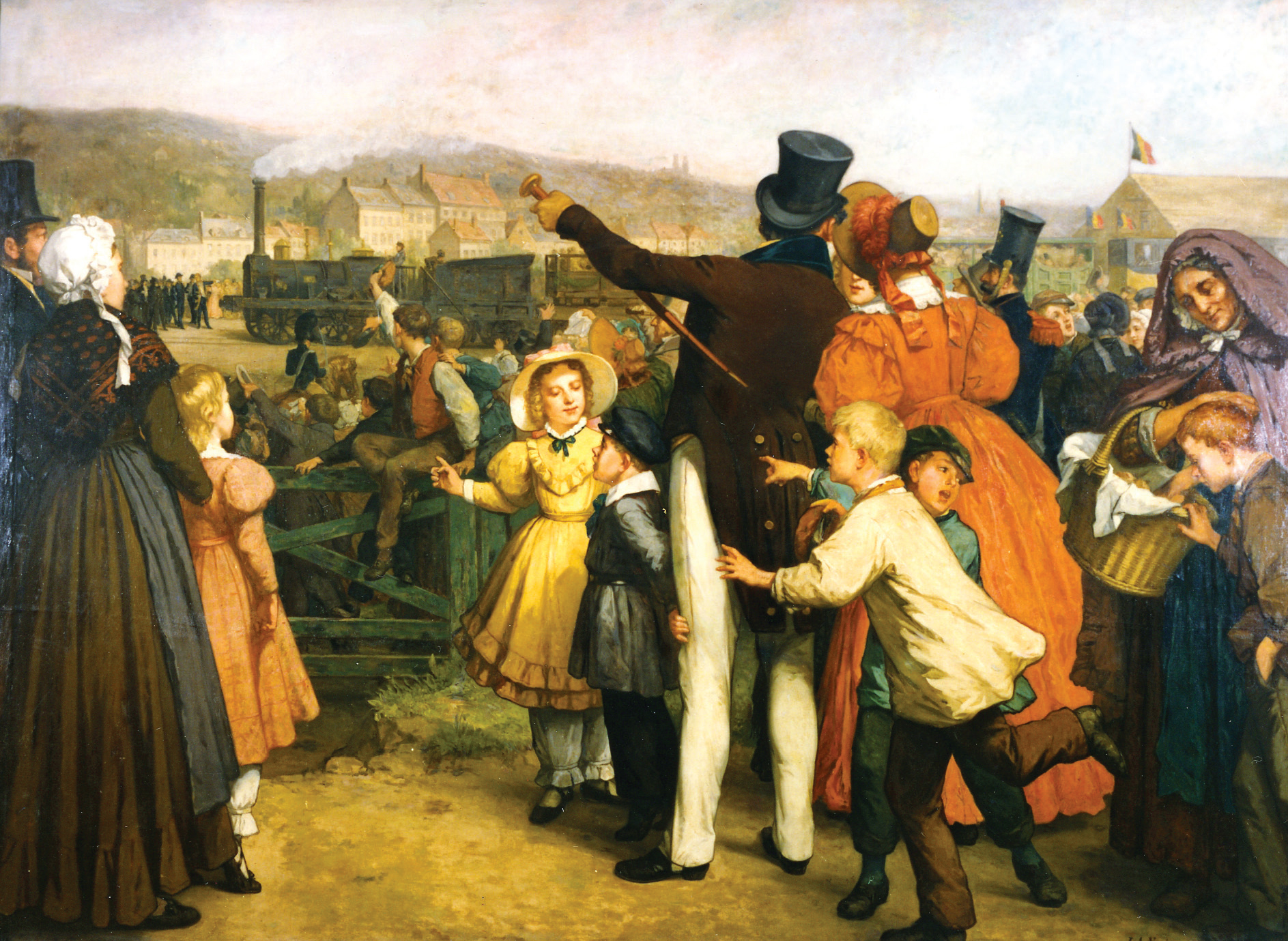
De eerste Belgische treinrit, Jan Antoon Neuhuys

Opeens verdwijnt professor Barabas en de teletijdarmband ook. Het lijkt dat de dingen die de vrienden hebben gedaan, er voor gezorgd hebben dat de geschiedenis is veranderd, doordat Jerom de detective is kwijtgeraakt, kan de terrorist zijn aanslag plegen op de trein. Blijkbaar ontmoet Miranda haar man niet als de aanslag lukt, deze overleeft ze dan niet, waardoor professor Barabas nooit zal bestaan. De vrienden zitten gevangen in het verleden en proberen de treinramp te voorkomen. Lambik en Jerom zijn werkzaam bij de trein en Suske en Wiske gaan samen met nummer 17 op onderzoek. Als de machinisten worden vergiftigd, worden nieuwe machinisten aangesteld voor de treinen. De vrienden vinden dat Rudolf zich vreemd gedraagt, maar kunnen hem toch niet aanwijzen als dader. Het station wordt in brand gestoken en de steenkool is nu op. Met een binnenvaartschip wordt nieuwe steenkool gebracht. Koning Leopold komt met zijn vrouw en zoon aan, maar er wordt afgeraden om op de trein te stappen. Het gevaar is nog te groot.
Ook tijdens de treinrit moeten de vrienden vele aanslagen voorkomen. Suske en Wiske rijden met de trein mee in een klein treintje dat Lambik en Jerom hebben gebouwd. De bezwaren rondom de treinrit worden al snel ontkracht. De koeien geven nog melk, de volksgezondheid wordt niet geschaad en er is juist meer te doen voor de binnenvaart. In Mechelen worden de treinen feestelijk onthaald en gaan weer terug naar Brussel. Dan wordt de koning ontvoerd door een koetsier. Suske en Wiske kunnen de koning bevrijden. De koetsier blijkt de terrorist te zijn. Opeens is professor Barabas weer terug. De vrienden ontvangen als dank een treinabonnement en Suske is er erg blij mee. Ze snappen nog steeds niet waarom professor Barabas weer bestaat, want Miranda is niet als machinist op de trein aanwezig geweest. Dan blijkt dat dit toch wel zo was. Ze had zich als man vermomd, omdat vrouwen geen mannenbanen kunnen krijgen. Akke en Miranda willen gaan trouwen.